# Lophostropheus airelensis
Lophostropheus airelensis es la única especie conocida del género extinto Lophostropheus ("vértebra crestada") de dinosaurio terópodo celofísido, que vivió a finales del período Triásico, hace aproximadamente 208  millones de años, en el Rhaetiense, en lo que hoy es Europa. 

## Descripción
Las estimaciones sugieren que Lophostropheus tenía como máximo 3 metros de largo y pesaba 100 kilogramos como máximo. Se basa en un esqueleto parcial descrito por primera vez en 1966 como un espécimen de Halticosaurus. Lophostropheus, como todo celofísido, debió haber sido un carnívoro bípedo de tamaño pequeño a mediano, probablemente comparable en tamaño y hábitat con Liliensternus que llegó a medir alrededor de 5 metros de largo. Muy pocos dinosaurios se conocen de su misma época, de hecho, es el único género de terópodo con restos relativamente completos del límite entre el Triásico y el Jurásico. Según Ezcurra y Cuny en 2007 Lophostropheus se puede distinguir en función de las siguientes características, una superficie articular anterior moderadamente convexa de las vértebras cervicales postaxiales anteriores, también presente en Ceratosauria mas Tetanurae,el último centro vertebral dorsal tiene una fosa lateral grande y ovalada, también observada en Herrerasaurus)
la última vértebra dorsal tiene un hiposfeno dorsoventralmente bien extendido, hay una concavidad incipiente en la superficie articular craneal de las vértebras caudales craneales, también presente en Ceratosauria mas Tetanurae y la longitud constante de las vértebras caudales a lo largo de la cola, también vista en Dilophosaurus.

## Descubrimiento e investigación
Encontrado en la Formación Moon-Airel de Normandía, Francia. Está basado en un esqueleto parcial descrito por primera vez en 1966 como un espécimen de Halticosaurus. Es uno de los tantos dinosaurios conocidos cercanos al límite entre el Triásico y el Jurásico. La especie tipo, Lophostropheus airelensis, fue formalmente descrita por el paleontólogo argentino Martín Ezcurra del Museo Argentino de Ciencias Naturales en Buenos Aires y su colega francés Gilles Cuny de la Universidad Pierre et Marie Curie en París.
En 1966, los paleontólogos franceses C. Larsonneur y Albert-Félix de Lapparent describieron un esqueleto parcial del límite Triásico-Jurásico de Normandía como Halticosaurus sp. Este espécimen, hoy en la Universidad de Caen, consiste en un diente, cinco vértebras del cuello, dos vértebras de la espalda, cuatro vértebras sacras, vértebras de la cola, porciones de todos los huesos pélvicos, y un fragmento no identificado. Este fue reinterpretado en 1993 por Gilles Cuny y Peter Galton como una nueva especie de Liliensternus a la que llamaron L. airelensis. Otros investigadores notaron diferencias entre L. airelensis y la especie tipo L. liliensterni, hasta que en 2007, Martin Ezcurra y Cuny lo asignaron a su propio género, Lophostropheus.
Los restos del espécimen tipo de Lophostropheus airelensis se recuperaron en la localidad de Airel Quarry de la Formación Moon-Airel, en Baja Normandía, Francia. El espécimen fue recogido por Pareyn en 1959 en piedra arcillosa arenosa y lenticular, caliza arenosa que se depositó en el límite del Rhaetiense a finales del Triásico y el Hettangiense de principios del Jurásico, hace aproximadamente 201-200 millones de años. Es uno de los pocos dinosaurios que se sabe que vivió durante el límite Triásico-Jurásico. Lophostropheus es uno de los pocos dinosaurios que pudo haber sobrevivido al evento de extinción Triásico-Jurásico cuando al menos la mitad de las especies conocidas que viven en la Tierra se extinguieron. Este espécimen se encuentra en la colección de la Universidad de Caen en Normandía, Francia, y no se le ha asignado un número de colección.

## Clasificación
Lophostropheus difiere de otros terópodos en varios detalles. Tiene características similares de otros terópodos derivados, como la articulación esférica en la parte delantera de las vértebras del cuello y las de la cola, y un reborde vertical en el ilion. Sin embargo, estos son interpretadas como resultado de convergencia evolutiva. También tiene crestas prominentes sobre y bajo las vértebras del cuello, que motivaron su nombre científico, y un par extra de cavidades en estas mismas vértebras, a diferencia de Liliensternus. Es más cercano a los celofísidos, incluyendo el bien conocido Coelophysis, que a Liliensternus. De hecho, es incluido en un clado sin Coelophysis y Zupaysaurus.